# Борго Паче
Бо̀рго Па̀че (на италиански: Borgo Pace) е село и община в Централна Италия, провинция Пезаро и Урбино, регион Марке. Разположено е на 469 m надморска височина. Населението на общината е 655 души (към 2010 г.).